# Omphaletis melodora
Omphaletis melodora là một loài bướm đêm trong họ Noctuidae.